# Mamisaantubani
Mamisaantubani (en georgiano: მამისაანთუბანი) o Mamisantisij (en osetio: Мамысантысых) es una aldea que pertenece a la parcialmente reconocida República de Osetia del Sur, parte del distrito de Tsjinval, aunque de iure pertenece al municipio de Eredvi de la región de Iberia Interior de Georgia.

## Geografía
Mamisaantubani se encuentra al sureste de Tsjinvali. La aldea se administra desde el pueblo de Eredvi. 

## Historia
Durante la guerra de Osetia del Sur de 1991-1992, los georgianos lograron controlar el pueblo y parte de la población osetia huyó del lugar.
Después de la guerra ruso-georgiana en agosto de 2008, la aldea quedó bajo el control de la República de Osetia del Sur. Tras la retirada de las tropas georgianas, muchas viviendas fueron incendiadas.

## Demografía
La evolución demográfica de Mamisaantubani entre 1959 y 2015 fue la siguiente:
| 219                                                      | 353 | 338 | 460 | 8 | 35 |
| (Fuente: Population of South Ossetia since Soviet times) |     |     |     |   |    |

Según el censo soviético de 1959, la mayoría de la población local eran georgianos. En los distintos censos, la composición étnica del pueblo era la siguiente:
|              | 1989      | 1989       | 2002      | 2002       |
| Grupo étnico | Población | Porcentaje | Población | Porcentaje |
| ------------ | --------- | ---------- | --------- | ---------- |
| Georgianos   | 230       | 50%        | 8         | 100%       |
| Osetios      | 216       | 47%        | 0         | 0%         |
| Total        | 460       | 100%       | 8         | 100%       |